# Данюшин, Игорь Михайлович
Игорь Михайлович Данюшин (13 июня 1943, Ростов-на-Дону — 23 августа 2019, Самара) — советский и российский театральный актёр, артист театра «Самарт» (c 1977 года). Заслуженный артист Российской Федерации (1995).

## Биография
Родился 13 июня 1943 года в Ростове-на-Дону.
В 1965 году окончил физический факультет Ростовского государственного университета.
В 1968—1972 гг. — актёр Ростовского молодёжного театра «МОСТ». В 1972—1976 гг. — актёр Красноярского ТЮЗа. В 1976—1977 гг. — актёр Орловского ТЮЗа. С 1977 года работал в Куйбышевском театре юного зрителя (ныне «СамАрт»). В 1995 году получил звание «Заслуженный артист России».
Скончался 23 августа 2019 года после продолжительной болезни. Похоронен на кладбище «Рубежное».

## Работы в театре

### Орловский ТЮЗ
- «Жестокость» (П. Нилин) — Долгушин, Шарманщик, Старик
- «Персональное дело» (В. Сугробов) — Борис Иванович, ветеринар опытной станции

### Самарский театр юного зрителя (театр «СамАрт»)[2][3]
- «Али-Баба и сорок разбойников» — Касым
- «Бумбараш» — рыжий командир
- «Виннипушистый переполох» — Иа-иа
- «Вино из одуванчиков» — старьёвщик Джонас
- «Вольпоне» — Вольпоне
- «Доходное место» — Юсов
- «Зримая песня» — Арлекино
- «Испытательный срок» — Жур
- «Король-Олень» — Тарталья
- «Мамаша Кураж» — 1-й фельдфебель
- «Мы вращаем Землю»
- «На дне» — Актёр, Сатин
- «Опять цветёт акация…» — дед, суфлёр
- «Поминальной молитве» — Лейзер
- «Похождения храброго Кикилы» — Ясон
- «Работа над ошибками» — автор
- «Ревизор» — лекарь Христиан Иванович Гибнер
- «Ромео и Джульетте» — Брат Лоренцо
- «Умные вещи» — Книгоноша, Посол
- «Ханума» — князь

#### Тексты песен к спектаклям[3]
- «Театр? Театр. Театр!»
- «Женщина в подарок»

#### Автор пьес[3]
- «У времени в гостях»
- «Петушок-золотой гребешок»

## Фильмография
- 2003 — Трио — язвенник
- 2012 — Жизнь и судьба — Драгин
- 2015 — Тихий Дон — Королёв

### Гостевое участие
- 2017 — Милен Фармер — Sans contrefaçon (1987 версия) — фокусник